# Жаргалсайхани Чулуунбат
Жаргалсайхани Чулуунбат (монг. Жаргалсайханы Чулуунбат; нар. 3 грудня 1984, сомон Баацагаан, аймак Баянхонгор) — монгольський борець вільного стилю, дворазовий срібний та триразовий бронзовий призер чемпіонатів Азії, срібний призер Азійських ігор, учасник двох Олімпійських ігор.

## Біографія
Боротьбою почав займатися з 2000 року. Виступає за спортивний клуб «Лев» з Улан-Батора.

## Спортивні результати на міжнародних змаганнях

### Виступи на Олімпіадах
| Змагання                    | Збірна   | Вагова категорія | Місце |
| --------------------------- | -------- | ---------------- | ----- |
| Літні Олімпійські ігри 2012 | Монголія | 120 кг           | 7     |
| Літні Олімпійські ігри 2016 | Монголія | 125 кг           | 16    |

### Виступи на Чемпіонатах світу
| Змагання                        | Збірна   | Вагова категорія | Місце |
| ------------------------------- | -------- | ---------------- | ----- |
| Чемпіонат світу з боротьби 2009 | Монголія | 120 кг           | 16    |
| Чемпіонат світу з боротьби 2010 | Монголія | 120 кг           | 13    |
| Чемпіонат світу з боротьби 2011 | Монголія | 120 кг           | 5     |
| Чемпіонат світу з боротьби 2013 | Монголія | 120 кг           | 11    |
| Чемпіонат світу з боротьби 2014 | Монголія | 125 кг           | 7     |
| Чемпіонат світу з боротьби 2015 | Монголія | 125 кг           | 5     |

### Виступи на Чемпіонатах Азії
| Змагання                       | Збірна   | Вагова категорія | Місце  |
| ------------------------------ | -------- | ---------------- | ------ |
| Чемпіонат Азії з боротьби 2007 | Монголія | 96 кг            | 5      |
| Чемпіонат Азії з боротьби 2008 | Монголія | 120 кг           | Бронза |
| Чемпіонат Азії з боротьби 2009 | Монголія | 120 кг           | 9      |
| Чемпіонат Азії з боротьби 2010 | Монголія | 120 кг           | Срібло |
| Чемпіонат Азії з боротьби 2011 | Монголія | 120 кг           | Бронза |
| Чемпіонат Азії з боротьби 2012 | Монголія | 120 кг           | Бронза |
| Чемпіонат Азії з боротьби 2013 | Монголія | 120 кг           | Срібло |

### Виступи на Азійських іграх
| Змагання           | Збірна   | Вагова категорія | Місце  |
| ------------------ | -------- | ---------------- | ------ |
| Азійські ігри 2006 | Монголія | 96 кг            | 7      |
| Азійські ігри 2010 | Монголія | 120 кг           | Срібло |
| Азійські ігри 2014 | Монголія | 125 кг           | 5      |

### Виступи на Кубках світу
| Змагання                    | Збірна   | Вагова категорія | Місце |
| --------------------------- | -------- | ---------------- | ----- |
| Кубок світу з боротьби 2014 | Монголія | 125 кг           | 5     |
| Кубок світу з боротьби 2015 | Монголія | 125 кг           | 6     |
| Кубок світу з боротьби 2016 | Монголія | 125 кг           | 6     |

### Виступи на інших змаганнях
| Змагання                                                              | Збірна   | Вагова категорія | Місце  |
| --------------------------------------------------------------------- | -------- | ---------------- | ------ |
| Олімпійський кваліфікаційний турнір з вільної боротьби 2008 (Мартіні) | Монголія | 120 кг           | 5      |
| Олімпійський кваліфікаційний турнір з вільної боротьби 2008 (Варшава) | Монголія | 120 кг           | 7      |
| Кубок Президента Бурятської Республіки 2011                           | Монголія | 120 кг           | Срібло |
| Відкритий чемпіонат Монголії з боротьби 2012                          | Монголія | 120 кг           | Золото |
| Кубок Президента Бурятської Республіки 2013                           | Монголія | 120 кг           | Бронза |
| Відкритий чемпіонат Монголії з боротьби 2013                          | Монголія | 120 кг           | Золото |
| Меморіал Вацлава Циолковського 2013                                   | Монголія | 120 кг           | 11     |
| Гран-прі «Іван Яригін» 2015                                           | Монголія | 125 кг           | Бронза |
| Турнір Олександра Медведя 2015                                        | Монголія | 125 кг           | 13     |
| Кубок Президента Бурятської Республіки 2015                           | Монголія | 125 кг           | Золото |
| Відкритий чемпіонат Монголії з боротьби 2015                          | Монголія | 125 кг           | Бронза |
| Кубок Президента Казахстану 2015                                      | Монголія | 125 кг           | Срібло |
| Pro Wrestling League 2015                                             | Монголія | команда          | Бронза |
| Гран-прі Парижа з боротьби 2016                                       | Монголія | 125 кг           | Бронза |
| Турнір Яшара Догу 2016                                                | Монголія | 125 кг           | 8      |
| Кубок Президента Бурятської Республіки 2016                           | Монголія | 125 кг           | 5      |